# إنيتوم
إنيتوم (Inetum) (Gfi Informatique سابقًا) هي شركة فرنسية للخدمات الرقمية. تأسست في عام 1992، في البداية تحت اسم Gfi Informatique قبل أن تغير إسمها إلى إنيتوم في عام 2020.
تم تصنيف إنيتوم في المرتبة الثامنة كشركة للخدمات الرقمية بفرنسا بناءً على رقم المعاملات.

## تاريخ العلامة التجارية والشعار
تعني كلمة Gfi « مجموعة تكنولوجيا المعلومات الفرنسية ». في 1 أكتوبر 2020 ، غيرت Gfi اسمها إلى «إنيتوم» ، في إشارة إلى الكلمة اللاتينية incrementum التي تعني النمو.

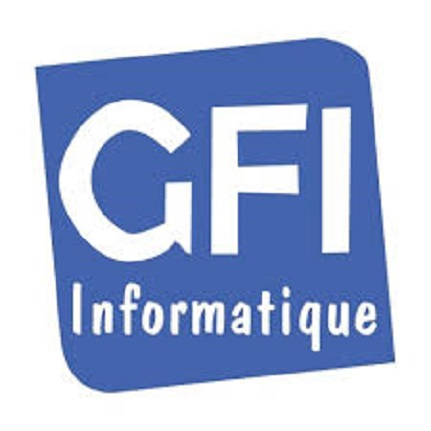
شعار GFI Informatique قبل عام 2011 (الإصدار الأول).
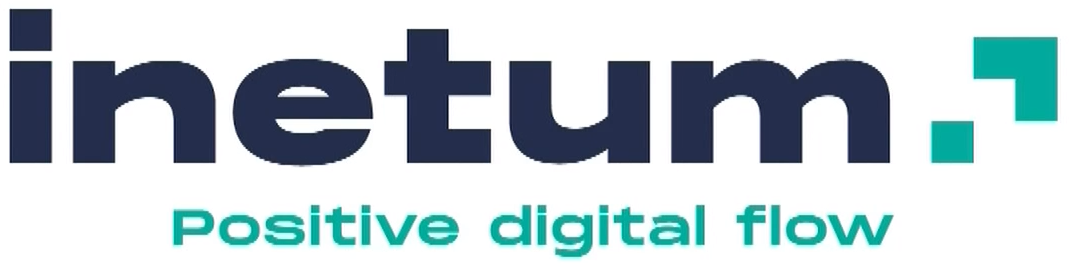
شعار إنيتوم (2020-الحالي)

## روابط خارجية
- الصفحة الرئيسية الرسمية